# Ronny Weller
Pour les articles homonymes, voir Weller.
Ronny Weller, né le 22 juillet 1969 à Oelsnitz/Vogtl., est un haltérophile allemand, ayant concouru pour l'Allemagne de l'Est jusqu'en 1990.

## Palmarès

### Jeux olympiques
- Barcelone 1992
  -  Médaille d'or en moins de 110 kg.
- Sydney 2000
  -  Médaille d'argent en plus de 105 kg.
- Atlanta 1996
  -  Médaille d'argent en plus de 108 kg.
- Séoul 1988
  -  Médaille de bronze en moins de 110 kg.

### Championnats du monde
- Melbourne 1993
  -  Médaille d'or en plus de 108 kg.
- Chiang Mai 1997
  -  Médaille d'argent en plus de 108 kg.
- Canton 1995
  -  Médaille d'argent en plus de 108 kg.
- Donaueschingen 1991
  -  Médaille d'argent en moins de 110 kg.

### Championnats d'Europe
- Antalya 2002
  -  Médaille d'or en plus de 105 kg.
- Riesa 1998
  -  Médaille d'or en plus de 105 kg.
- Sofia 2000
  -  Médaille d'argent en plus de 105 kg.
- La Corogne 1999
  -  Médaille d'argent en plus de 105 kg.
- Sofia 1993
  -  Médaille d'argent en moins de 108 kg.
- Kiev 2004
  -  Médaille de bronze en plus de 105 kg.
- Cardiff 1988
  -  Médaille de bronze en moins de 110 kg.